# Bitwa pod Ellandun
Bitwa pod Ellandun – starcie zbrojne, które miało miejsce w 825 roku naszej ery pomiędzy królem Wessexu Egbertem a królem Mercji Beornwulfem. Ten ostatni wykorzystał konflikt z Walią, który związał siły Wessexu i ruszył w głąb kraju. Egbert, wsparty przez Wschodnich Anglów, pobił siły mercyjskie koło Ellandun w Wiltshire (może chodzić o dzisiejsze Wroughton koło Swindon), a następnie opanował południowo-zachodnią Anglię. Zwycięstwo uczyniło z Egberta najpotężniejszego z anglosaskich królów, a Beornwulf zginął w innej bitwie w tym samym roku. Wessex zaczęło wieść prym w anglosaskiej heptarchii, co zaowocowało zjednoczeniem kraju w roku 827.